# Sika od žala
Sika od žala je hrid u Jadranskom moru, na hrvatskom dijelu Jadrana. Nalazi se uz južnu obalu otoka Vele Palagruže, oko 50 metara od njegove južne plaže Velog žala. Površina hridi je 418 m2, a iz mora se uzdiže 2 m.